# Handycam

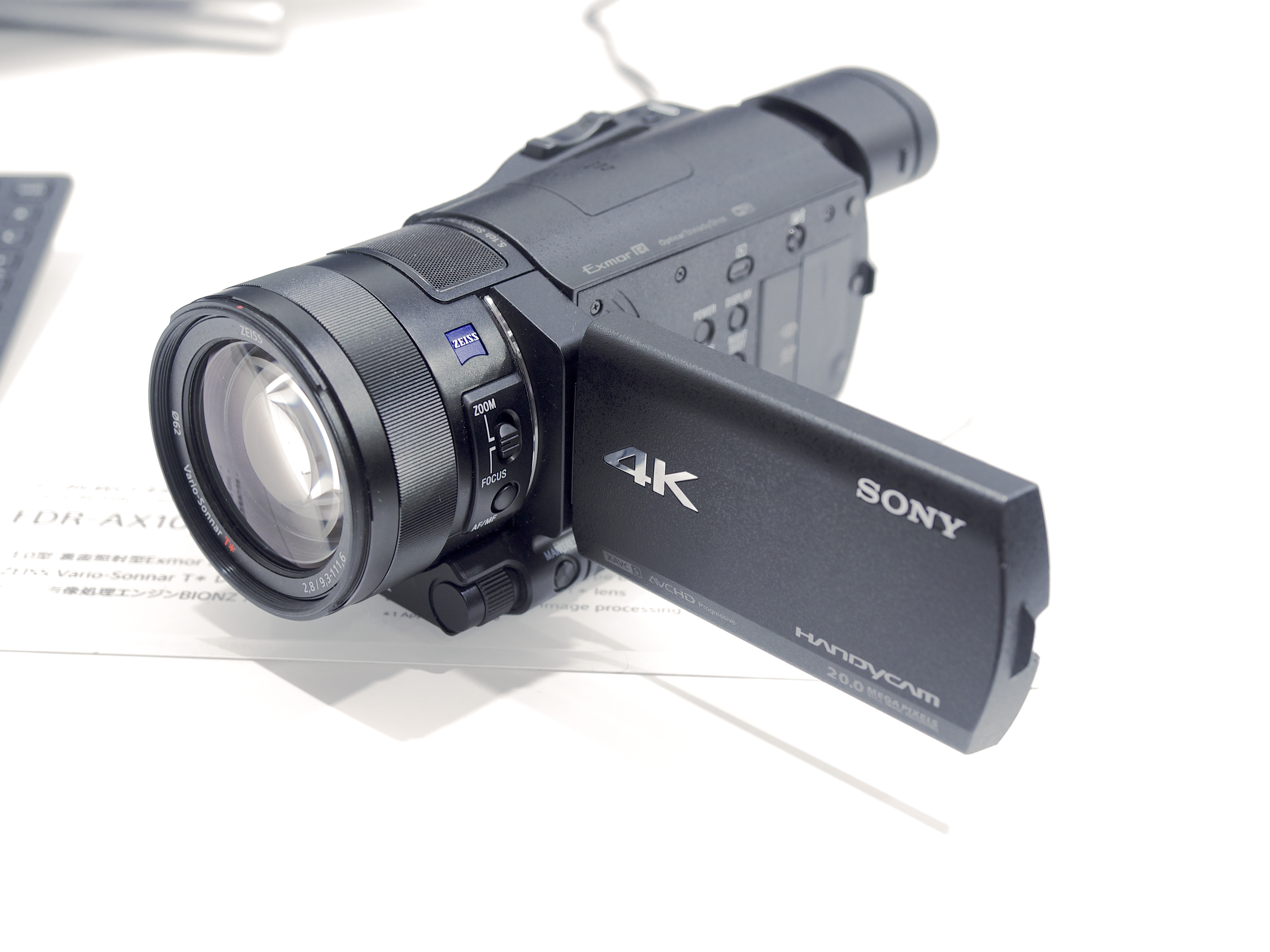
La Handycam del 2014 Sony FDR-AX100

Handycam è un marchio della Sony utilizzato per commercializzare la sua gamma di videocamere palmari. Il marchio fu lanciato nel 1985 come nome della prima videocamera Video8, in sostituzione della precedente linea di modelli basati sul formato
Betamax della Sony: il nome aveva lo scopo di enfatizzare la natura "maneggevole" della fotocamera, resa possibile dal nuovo formato di nastro miniaturizzato. Il nome era volto a sottolineare questo aspetto, in opposizione alle videocamere perlopiù professionali, più grandi ed utilizzabili a spalla disponibili prima della creazione di Video8 e formati più piccoli concorrenti come il VHS-C.

## Storia

### 1985-1989: Le Handycam nel Video8

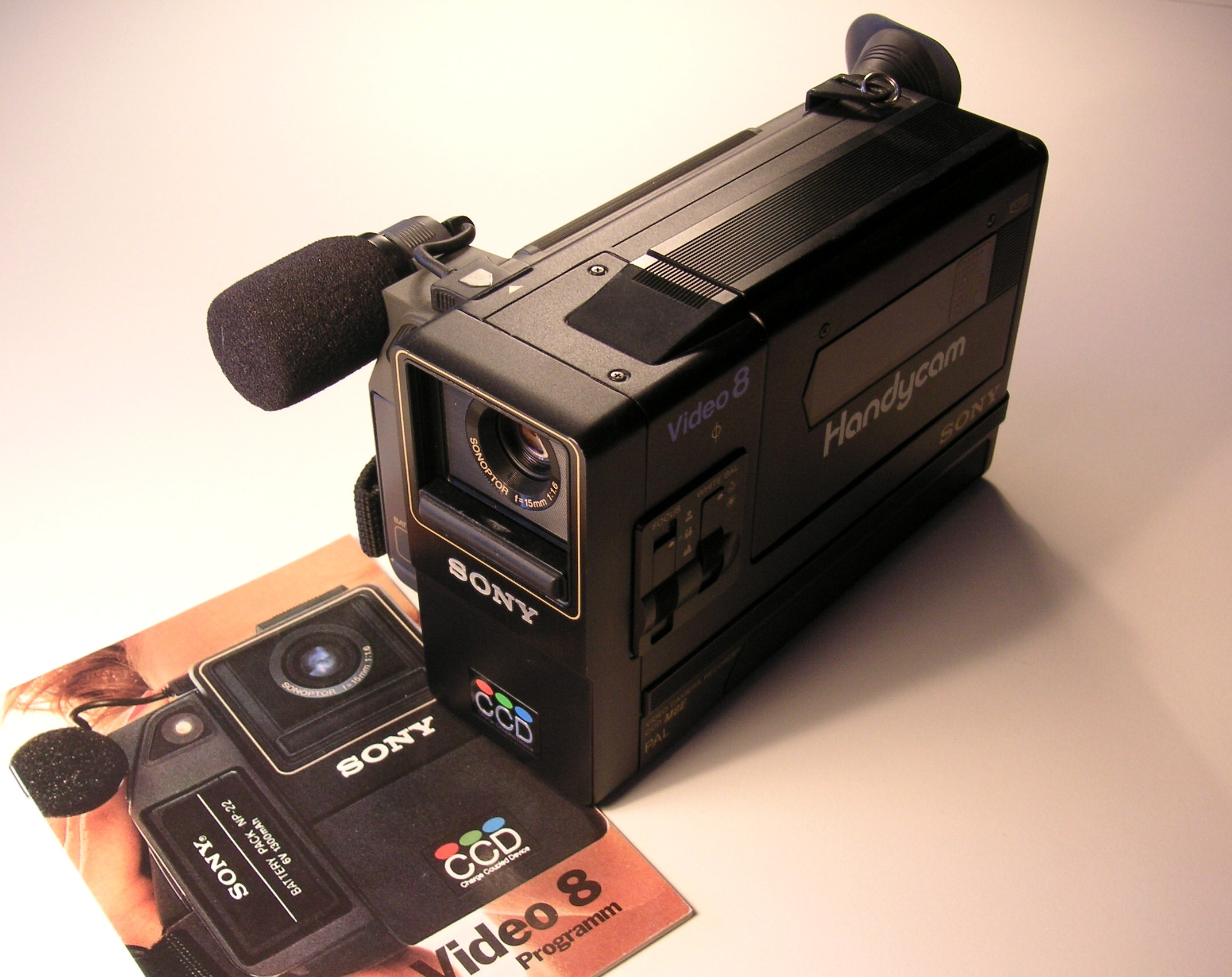
La Sony CCD-M8 fu la prima videocamera a marchio Handycam della Sony

Nel 1984 i formati di videoripresa consumer più utilizzati erano il VHS ed il Betamax. In questo contesto la Kodak lanciò il nuovo formato Video8, a cui aderì anche la Sony, sviluppando un CCD di 250.000 pixel con il suo CCD-V8 introdotto nel mercato il 3 gennaio 1985. Come reazione la JVC sviluppò il formato VHS-C, basato sul precedente VHS. In questa competizione la Sony decise di sviluppare una videocamera ancor più piccola, realizzando cosi la CCD-M8, che con il suo peso di un chilogrammo era la metà della precedente CCD-V8, seppur senza zoom e con la sola messa a fuoco manuale con tre diverse impostazioni di messa a fuoco. La CCD-M8 fu così la prima videocamera palmare con il nuovo marchio Handycam.

### 1989-in poi: Le Handycam nei formati successivi
Da allora Sony ha continuato a produrre Handycam in una varietà di forme, sviluppando il formato Video8 per produrre Hi8 (equivalente alla qualità S-VHS) e successivamente Digital8, utilizzando lo stesso formato di base per registrare video digitali. L'etichetta Handycam continua ad essere applicata con l'evoluzione dei formati di registrazione.